# Frekvenca X
Frekvenca X je slovenska izobraževalna radijska oddaja Vala 202 o znanosti, ki vsak teden obdeluje eno ali več tem iz moderne znanosti, s katerimi se raziskovalci v tem trenutku spopadajo v svojih glavah in laboratorijih.